# Елліотт Ґулд
Елліотт Ґулд (англ. Elliott Gould; при народженні Елліотт Ґолдштейн (англ. Elliott Goldstein); нар. 28 серпня 1938 — американський актор.

## Ранні роки
Ґулд народився в Бенсонхерсті, Бруклін, Нью-Йорк, в єврейській сім'ї вихідців з Східної Європи. Його мати, Люсіль (до шлюбу Рейвер), продавала штучні квіти, а батько, Бернард Голдштейн, працював постачальником текстилю в Швейному кварталі.

## Кар'єра
Популярність Ґулду принесла роль ловця у фільмі Роберта Олтмена «Польовий шпиталь» (1970). На початку 1970-х років зіграв ще кілька ролей у фільмах Олтмена і велику роль у фільмі Інгмара Бергмана «Дотик». Згодом йому жодного разу не вдалося повторити власного успіху, і з середини 1970-х його кар'єра в кіно помітно сповільнилася. Ґулд пішов на телебачення, де став зніматися у другорядних ролях. Найбільш запам'ятовується в його телекар'єрі стала роль Джека Геллера, батька Моніки і Росса, в серіалі «Друзі». Однак в останні роки Ґулд придбав статус «ностальгічною зірки», який приніс йому комерційно успішну роль одного з товаришів Оушена у фільмі «Одинадцять друзів Оушена» і його сіквелах .

## Особисте життя
З 1963 по 1971 р Ґулд був одружений зі співачкаю й акторкою Барброю Стрейзанд. У них є син, Джейсон Еммануель Ґулд (нар. 1966).
З 1973 по 1975, і вдруге з 1978 по 1979 рік, Ґулд одружений з Дженніфер Богарт, дочкою режисера Пола Богарта. У них є двоє дітей.

## Фільмографія

### Фільми
| Рік  |    | Українська назва                   | Оригінальна назва               | Роль                                 |
| ---- | -- | ---------------------------------- | ------------------------------- | ------------------------------------ |
| 1964 | ф  | Швидше, давай одружимося           | Quick, Let's Get Married        | німий                                |
| 1968 | ф  | Ніч, коли наїхали на заклад Мінскі | The Night They Raided Minsky's  | Біллі Мінскі                         |
| 1969 | ф  | Боб і Керол, Тед і Еліс            | Bob & Carol & Ted & Alice       | Тед Хендерсон                        |
| 1970 | ф  | Польовий шпиталь                   | M.A.S.H                         | Джон «Ловець» Макінтайр              |
| 1971 | ф  | Дотик                              | Beröringen, The Touch           | Девід                                |
| 1973 | ф  | Довге прощання                     | The Long Goodbye                | Філіп Марлоу                         |
| 1974 | ф  | Каліфорнійський покер              | California Split                | Чарлі Уотерс                         |
| 1976 | ф  | Гаррі і Волтер їдуть до Нью-Йорка  | Harry And Walter Go To New York | Волтер Хілл                          |
| 1977 | ф  | Міст надто далеко                  | A Bridge Too Far                | Роберт Стаут                         |
| 1977 | ф  | Козеріг один                       | Capricorn One                   | Роберт Колфілд, репортер             |
| 1978 | ф  | Мовчазний партнер                  | The Silent Partner              | Майлс Каллен                         |
| 1979 | ф  | Леді зникає                        | The Lady Vanishes               | американський фотограф Роберт Кондон |
| 1980 | ф  | Пропадаючи від любові              | Falling in Love Again           | Гаррі Льюїс                          |
| 1981 | ф  | Диявол і Макс Девлін               | The Devil and Max Devlin        | Макс Девлін                          |
| 1989 | ф  | Нічний гість                       | Night Visitor                   | Рональд «Рон» Деверо                 |
| 1989 | ф  | Таємний скандал                    | Scandalo segreto                | Тоні                                 |
| 1991 | ф  | Багсі                              | Bugsy                           | Гаррі Грінберг                       |
| 1992 | ф  | Правосуддя безсиле                 | Beyond Justice                  | Ред Мерчансон                        |
| 1992 | ф  | Гравець                            | The Player                      | камео                                |
| 1994 | ф  | Голий пістолет 33⅓: Остання образа | Naked Gun 33⅓: The Final Insult | ведучий церемонії Оскар              |
| 1994 | ф  | Скляний щит                        | The Glass Shield                | Грінспен                             |
| 1995 | ф  | Прикрий мене                       | Cover Me                        | капітан Річардс                      |
| 1995 | ф  | Забути і згадати                   | Kicking and Screaming           | папа Гровера                         |
| 1998 | ф  | Американська історія Ікс           | American History X              | шкільний учитель Мюррей              |
| 2000 | ф  | По шматочках                       | Picking Up the Pieces           | Отець Лакейдж                        |
| 2000 | ф  | 100 проблем і дівчина              | Playing Mona Lisa               | Берні Гольдштейн                     |
| 2001 | ф  | Одинадцять друзів Оушена           | Ocean's Eleven                  | Рубен Тішкофф                        |
| 2002 | мф | Котяча вдячність                   | 猫の恩返し                      | Тото (голос, англійський дубляж)     |
| 2004 | ф  | Дванадцять друзів Оушена           | Ocean's Twelve                  | Рубен Тішкофф                        |
| 2007 | ф  | Тринадцять друзів Оушена           | Ocean's Thirteen                | Рубен Тішкофф                        |
| 2007 | ф  | Порятунок Сари Кейн                | Saving Sarah Cain               | Білл                                 |
| 2011 | ф  | Зараза                             | Contagion                       | доктор Ян Сасмен                     |
| 2012 | ф  | Рубі Спаркс                        | Ruby Sparks                     | доктор Розенталь                     |
| 2014 | мф |                                    | Gus, petit oiseau, grand voyage | сова (голос, англійський дубляж)     |
| 2016 | ф  | Хроніки кохання                    | The History of Love             | Бруно Лейбович                       |
| 2017 | ф  |                                    | Humor Me                        | Боб Кролл                            |
| 2018 | ф  | Вісім подруг Оушена                | Ocean's 8                       | Рубен Тішкофф                        |
| 2020 | ф  | Небезпечна брехня                  | Dangerous Lies                  | Леонард                              |

### Телебачення
| Рік       |     | Українська назва                     | Оригінальна назва                            | Роль                                                       |
| --------- | --- | ------------------------------------ | -------------------------------------------- | ---------------------------------------------------------- |
| 1964      | тф  |                                      | Once Upon a Mattress                         | Джестер                                                    |
| 1975—2022 | с   | Суботнього вечора в прямому ефірі    | Saturday Night Live                          | у ролі самого себе (7 епізодів)                            |
| 1985—1985 | с   |                                      | E/R                                          | доктор Говард Шейнфельд (23 епізоди)                       |
| 1986      | с   | Сутінкова зона                       | The Twilight Zone                            | Гаррі Фолгер (Епізод: "The Misfortune Cookie")             |
| 1986      | с   |                                      | Together We Stand                            | Девід Рендалл (6 епізодів)                                 |
| 1987      | тф  | Жаба                                 | Frog                                         | Білл Андерсон                                              |
| 1989      | с   | Вона написала вбивство               | Murder, She Wrote                            | лейтенант Дж. Т. Ганна (Епізод: "The Error of Her Ways")   |
| 1991      | с   |                                      | The Hitchhiker                               | Огі Бенсон (Епізод: "A Whole New You")                     |
| 1993      | с   |                                      | L.A. Law                                     | Ед Моррісон (3 епізоди)                                    |
| 1994      | с   | Лоїс і Кларк: Нові пригоди Супермена | Lois & Clark: The New Adventures of Superman | Вінсент Віннінгер (Епізод: "Witness")                      |
| 1994—2004 | с   | Друзі                                | Friends                                      | Джек Геллер (22 епізоди)                                   |
| 1997—1998 | мс  | Гей, Арнольде!                       | Hey Arnold!                                  | Голдберг (2 епізоди)                                       |
| 1998      | с   |                                      | Mentors                                      | Альберт Ейнштейн (Епізод: "The Genius")                    |
| 2000      | с   | Журнал мод                           | Just Shoot Me!                               | у ролі самого себе (Епізод: "Hot Nights in Paris")         |
| 2002—2003 | с   |                                      | Baby Bob                                     | Сем Спенсер (14 епізодів)                                  |
| 2003      | мс  | Сімпсони                             | The Simpsons                                 | у ролі самого себе (Епізод: "The Dad Who Knew Too Little") |
| 2003—2007 | мс  | Кім Всеможу                          | Kim Possible                                 | містер Стопабл (7 епізодів)                                |
| 2005      | с   | Пуаро Агати Крісті                   | Agatha Christie's Poirot                     | Руфус Ван Олдін (Епізод: "The Mystery of the Blue Train")  |
| 2006      | с   | Майстри жахів                        | Masters of Horror                            | Барні (Епізод: "The Screwfly Solution")                    |
| 2007      | мс  | Американський тато!                  | American Dad!                                | Рассел Ротберг (Епізод: "An Apocalypse to Remember")       |
| 2009      | с   | До смерті красива                    | Drop Dead Diva                               | Ларрі Бакстер (Епізод: "Second Chances")                   |
| 2009      | с   | Закон і порядок                      | Law & Order                                  | Стен Гаркеві (Епізод: "Shotgun")                           |
| 2010      | с   | CSI: Місце злочину                   | CSI: Crime Scene Investigation               | Ернест Бузелл (Епізод: "Pool Shark")                       |
| 2012      | с   | Закон і порядок: Спеціальний корпус  | Law & Order: Special Victims Unit            | Волтер Томпкінс (Епізод: "Lessons Learned")                |
| 2013—2016 | с   | Рей Донован                          | Ray Donovan                                  | Езра Голдман (19 епізодів)                                 |
| 2014—2015 | с   |                                      | Mulaney                                      | Оскар (13 епізодів)                                        |
| 2016      | с   | Гаваї 5.0                            | Hawaii Five-0                                | Лео Гірш (Епізод: "Pilina Koko")                           |
| 2017      | с   | Сумнів                               | Doubt                                        | Ісайя Рот (13 епізодів)                                    |
| 2017—2018 | с   |                                      | 9JKL                                         | Гаррі Робертс (16 епізодів)                                |
| 2018      | с   | Метод Комінськи                      | The Kominsky Method                          | у ролі самого себе (Епізод: "An Agent Crowns")             |
| 2020      | с   |                                      | Grace and Frankie                            | доктор Роджерс (Епізод: "The Funky Walnut")                |
| 2021      | док | Друзі: Возз'єднання                  | Friends: The Reunion                         | у ролі самого себе                                         |
| 2022      | с   | Лінкольн для адвоката                | The Lincoln Lawyer                           | Legal Siegal (Епізод: "Bent")                              |